# 히카루 겐지
히카루 겐지(일본어: 光 源氏, ひかる げんじ)는 무라사키 시키부의 이야기 《겐지모노가타리》의 주인공이다. 교토에서 태어났다.
기리쓰보 천황의 둘째 아들로 어릴 때 모후가 세상을 떠났다. 제위 계승 등의 논란을 피하기 위해 신적강하되었다.